# Night in the Woods
Night in the Woods est un jeu vidéo d'aventure solo pour Microsoft Windows, OS X, Linux, Nintendo Switch, et PlayStation 4. Il est développé par Infinite Fall, un studio fondé par le concepteur de jeux Alec Holowka, et l'animateur-illustrateur Scott Benson, et la scénariste Bethany Hockenberry.
C'est un jeu d'exploration axé principalement sur l'aspect narratif, dans lequel le joueur contrôle une jeune femme chatte noire nommé Mae, qui a récemment quitté son université pour retourner dans sa ville natale, Possum Springs. Son développement est financé via la plateforme de financement participatif Kickstarter, où il a levé plus de 400 % de son objectif initial de 50 000 dollars américains.
Night in the Woods reçoit en 2018 le Grand prix Seumas-McNally (soit le prix du meilleur jeu vidéo indépendant) à l'Independent Games Festival, récompense majeure des jeux sortis l'année précédente, en plus du prix d'excellence en narration.

## Trame

### Personnages
Margaret Borowski, dite Mae, personnage principal du jeu, est une chatte bleue aux cheveux rouges d'une vingtaine d'années. Elle a également de grands yeux rouges qu'elle appelle nightmare eyes, c'est-à-dire « yeux cauchemardesques ». Elle est bassiste.
Le début du jeu marque son retour à Possum Springs, après sa décision d'arrêter l'université où elle avait passé trois semestres sans parvenir à se faire d'amis.
Mae souffre de dépression et de trouble explosif intermittent, et n'est pas beaucoup aimée par les habitants de Possum Springs à cause d'un incident s'étant produit lorsqu'elle était plus jeune. Ses parents ont utilisé leurs économies pour l'envoyer à l'université et trouver un moyen de l'aider à résoudre ses problèmes.
Mae reçoit l'aide du Docteur Hank, qui lui conseille d'écrire régulièrement dans un journal.
Greggory Lee, dit Gregg est le meilleur ami de Mae, et un renard aux yeux noirs portant une veste en cuir. Gregg est une pile électrique, toujours heureux, et un délinquant tout comme Mae – dans le passé, ils étaient habitués à sécher les cours et commettre de petits « délits » dans toute la ville. Gregg est en couple avec Angus Delaney, et partage un appartement en ville avec lui. Il est le guitariste du groupe.
Angus Delaney est un grand ours portant un chapeau, des lunettes de soleil et une cravate. C'est le petit-ami de Gregg. Il a vécu une enfance très difficile durant laquelle ses parents le maltraitaient. Il est souvent silencieux et se montre stoïque, mais est également très intelligent et très doué avec tout ce qui touche à la technologie. Il est le chanteur du groupe.
Beatrice Santello, dite Bea, est un crocodile, toujours maquillée et fumant une cigarette, et est l'amie d'enfance de Mae. C'est une personne très sarcastique, et intelligente. Elle dirige seule un magasin en ville, le Ol' Pickaxe, depuis la mort de sa mère. Elle et Mae se sont éloignées plusieurs années auparavant, et ne se sont rapprochées qu'au retour de Mae en ville. Bea est la batteuse du groupe.
Jeremy Warton, dit Germ, est un oiseau fan de jeux vidéo depuis qu'il est tout petit, ainsi que du groupe de musique formé par Gregg, Angus, Bea – et désormais Mae.
Candy Borowski est la mère de Mae. Elle travaille à l'église de la ville. Elle considère Mae comme son petit miracle, car elle a fait face à plusieurs fausses couches.
Stan Borrowski est le père de Mae. Il était mineur à Possum Springs avant la fermeture des mines.

## Développement
Le jeu est annoncé le 22 octobre 2013 sur Kickstarter, avec un objectif de 50 000 dollars américains. L'objectif est atteint en seulement 26 heures, et le projet récolte au cours de son financement plus de 200 000 dollars au total. L'argent supplémentaire permet notamment à Infinite Fall d'engager l'animateur Charles Huettner.
La bande son du jeu a été composée par Alec Holowka. Celui-ci déclare que le groupe américain DIIV a eu une grande influence sur la musique du jeu.
En décembre 2014, Holowka et Benson, avec la co-scénariste Bethany Hockenberry, ont publié un jeu de promotion intitulé Lost Constellation.

## Accueil

### Réception critique
- Canard PC : 9/10[5]

### Distinctions
Night in the Woods reçoit en 2018 le Grand prix Seumas-McNally (soit le prix du meilleur jeu vidéo indépendant) à l'Independent Games Festival, récompense majeure des jeux sortis l'année précédente, en plus du prix d'excellence en narration.

## Postérité
Une suite spirituelle à Night in the Woods, intitulée Revenant Hill, est annoncée en mai 2023. Elle est mise en chantier par le tout jeune studio The Glory Society, fondée par les anciens développeurs d'Infinite Fall. En novembre 2023 cependant, la société annonce l'annulation du projet après que deux de ses employés sont victimes de problèmes de santé importants.